# Simon Leenheer

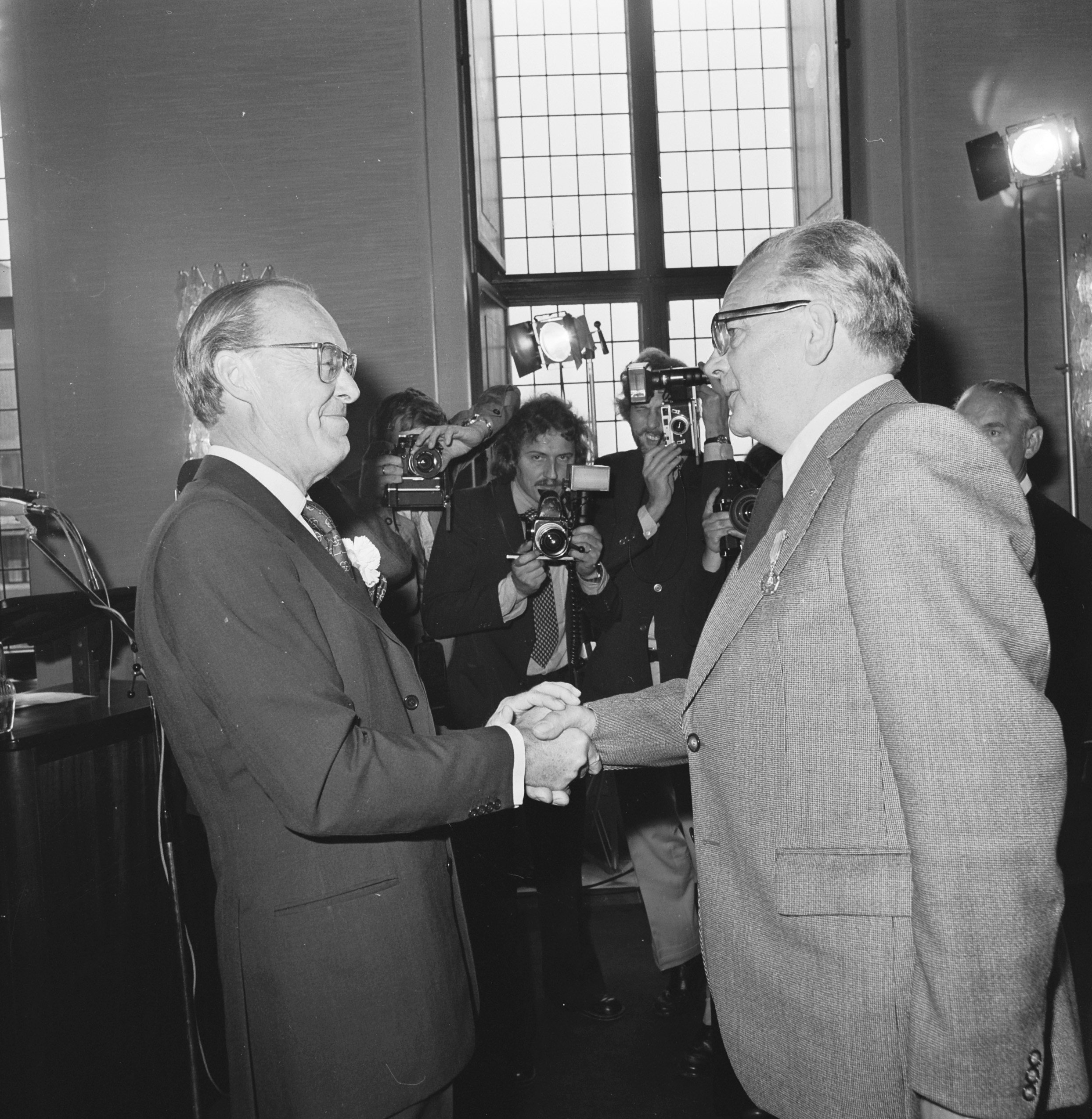
Prins Bernhard reikt Zilveren Anjer uit aan Simon Leenheer, 1977

Simon Cornelis Hendrik Leenheer (Rijnsburg, 22 december 1917 – aldaar, 23 februari 2010) was een Nederlandse bakker, verzetsman, amateurhistoricus en archeoloog.

## Biografie
Hij werd geboren in Rijnsburg als zoon van bakker Gerrit Leenheer en Johanna Geertruida Verloop. Hij trouwde op 6 mei 1942 met Jacoba de Visser. In hetzelfde jaar nam hij de broodbakkerij in de Smidstraat over. In 1943 nam hij ook de koek- en banketbakkerij van zijn vader over. Tijdens de Tweede Wereldoorlog was de bakkerij een doorgangshuis voor onderduikers. Sommige onderduikers bleven voor langere tijd bij hen in huis.
Zijn eerste opgravingen deed hij in zijn jeugd voor amateur-archeologe Marie Louise Henriette Eerdbeek-Claassen (1879-1952). Na de Tweede Wereldoorlog raakte Leenheer via zijn jeugdvriend Willem Glasbergen betrokken bij het oudheidkundig onderzoek in en rond Rijnsburg. Hij vond onder meer in 1954 stoffelijke resten van de Graven van Holland. In 1975 kwam koningin Juliana het mausoleum ter nagedachtenis van de graven en gravinnen van Holland die in Rijnsburg zijn begraven, openen.
Leenheer was vanaf de oprichting in 1950 lid van de AWN. 

## Onderscheidingen
In 1977 kreeg Leenheer de Zilveren Anjer opgespeld. In 2008 ontving hij, mede namens zijn overleden echtgenote, de onderscheiding Rechtvaardige onder de Volkeren van de organisatie Yad Vashem.
- International Standard Name Identifier: 0000 0003 8773 4404
- Virtual International Authority File: 219824260